# La morte di Ivan il Terribile
La morte di Ivan il Terribile (Смерть Иоанна Грозного, Smert' Ioanna Groznogo) è un film del 1909 diretto da Vasilij Michajlovič Gončarov e tratto da un dramma di Aleksej Konstantinovič Tolstoj.